# 木本幸広
木本 幸広（きもと ゆきひろ、1990年7月31日 - ）は、和歌山県和歌山市出身の元プロ野球選手（投手、外野手）。右投左打。プロでは育成選手であった。

## 経歴
和歌山県和歌山市生まれ。小学校1年から野球を始め、「野崎西若葉クラブ」に所属。2年から投手となったが、当時は練習嫌いで5年時には休部したこともある。中学時代はボーイズリーグの「和歌山黒潮」で主に投手を務めた。
県立日高高校中津分校では2年時から左翼手でレギュラーとなっていたが、2年秋の新チームから投手に転向。3年夏からエースに就き、第90回選手権和歌山大会の2回戦の伊都高校戦でノーヒットノーランを達成し一躍注目の的となった。エースで4番として県和歌山商や和歌山高専、市和歌山商に勝って決勝を迎えたが、智弁和歌山に3-5で惜敗し夏の甲子園初出場はならなかった。
2008年9月6日にプロ志望届を提出し、10月30日のドラフト会議で千葉ロッテマリーンズから育成選手ドラフト1位で指名された。11月28日に支度金100万円、年俸240万円（推定）でロッテと契約。
プロ3年間では2試合の登板にとどまったことから、2012年6月20日、外野手へのコンバートが発表された。
しかし、24試合で打率.179にとどまり、その年の10月7日付けで戦力外通告を受けた。
2018年より故郷和歌山市にて、井上紘一が監修する多目的野球道場「ライジングスター」の講師を務める。

## 詳細情報

### 年度別投手・打撃成績
- 一軍公式戦出場なし

### 背番号
- 127 （2009年 - 2012年）